# Drogomin (województwo dolnośląskie)
Drogomin – dawna osada w Polsce położona w województwie dolnośląskim, w powiecie głogowskim, w gminie Jerzmanowa.
Nazwa zniesiona 1.01.2021 r.
W latach 1975–1998 miejscowość położona była w województwie legnickim.